# Lista över börsindex
Lista över börsindex
Siffran efter förkortningen anger hur många underliggande aktier det finns i indexet.

## Europa
- AFGX (Stockholm)
- OMXS (Stockholm)
- OMXS30, 30 (Stockholm)
- CAC 40 (Paris)
- DAX, 30 (Frankfurt)
- FTSE 100 (London)
- RTS (Moskva)
- PSI-20, 20 (Lissabon)
- ATX, 20 (Wien)

## Amerika
- Dow Jones Industrial Average (New York)
- Nasdaq Composite, Nasdaq (New York)
- Nasdaq-100, Nasdaq (New York)
- S&P 500, 500 (USA)
- Índice Bovespa, Bovespa (São Paulo)
- IPC (Mexiko)
- IGBVL (Peru)
- ISBVL (Peru)

## Asien
- Nikkei (Tokyo)
- Hang Seng (Hongkong)
- KSE (Karachi)
- BSE Sensex, 30 (Bombay)

## Oceanien
- Sydney All Ordinaries
- Sydney ASX 200